# Baixo Longa
Baixo Longa – miasto w Angoli, w prowincji Cuando-Cubango.